# Österreichische Judo-Damen-Mannschaftsmeisterschaft 1982
Die Österreichische Judo-Damen-Mannschaftsmeisterschaft 1982 ermittelte zum 2. Mal den Österreichischen Mannschaftsmeisters im Judo. Sie wurde vom Österreichischen Judoverband ausgetragen. Sieger war zum 1. Mal der Vereinsgeschichte der PSV Salzburg.

## Tabelle
| Position | Mannschaft      | Stadt             | Quelle |
| -------- | --------------- | ----------------- | ------ |
| 1        | PSV Salzburg    | Salzburg          | [ 2 ]  |
| 2        | JGV Wien        | Wien              | [ 2 ]  |
| 3        | UJZ Mühlviertel | Niederwaldkirchen | [ 2 ]  |
| 4        | Ort/Innkreis    | Ort im Innkreis   | [ 2 ]  |
| 5        | JGV Wien 2      | Wien              | [ 2 ]  |

Stand: 2025-01-31

## Begegnungen
| Datum             | Ort       | Mannschaft 1 | Mannschaft 2    | Siege 1 | Siege 2 | Quelle |
| ----------------- | --------- | ------------ | --------------- | ------- | ------- | ------ |
| 18. Dezember 1982 | Stockerau | PSV Salzburg | UJZ Mühlviertel | 3       | 2       | [ 2 ]  |
| 18. Dezember 1982 | Stockerau | PSV Salzburg | JGV Wien        | 3       | 2       | [ 2 ]  |

## Kader des österreichischen Meisters
| Name            | Mannschaft   | Gewichtsklasse | Sieg | UBW | Quelle |
| --------------- | ------------ | -------------- | ---- | --- | ------ |
| Marianne Moser  | PSV Salzburg | -61 kg         | 1    | 1   | [ 2 ]  |
| Karin Posch     | PSV Salzburg | -66 kg         | 1    | 10  | [ 2 ]  |
| Gertrude Kranzl | PSV Salzburg | -66 kg         | 2    | 1   | [ 2 ]  |

Legende: UBW = Unterbewertung